# JOMO CUP
JOMO CUP（ジョモカップ）は、かつて行われていたJリーグとKリーグの選抜チームの間で行われるオールスターゲームである。
なお、1995年から2001年まで、Jリーグの日本人選手選抜チームと外国籍選手選抜チームとの間で行われていたJOMO CUP Jリーグドリームマッチとは全く別の大会である。

## 概要
Jリーグは、1993年のリーグ発足当初から毎年開催していたJリーグオールスターサッカーが、JOMO（ジャパンエナジー、現・ENEOS）などスポンサーとの契約が2007年で切れることから、リーグ側は大会の抜本的な見直しを進め、Kリーグからの合意を得て、2008年からはJリーグ選抜チーム「J-ALLSTARS」とKリーグ選抜チーム「K-ALLSTARS」との対戦に変更され、初回の2008年は日本、2009年は韓国で開催し、以降交互開催することを決めた。
しかし、2007年までのJリーグオールスターサッカーの冠スポンサーであったジャパンエナジーが引き続き冠スポンサーとなったものの、日本におけるテレビ視聴率が一桁台となるなど世間の関心は薄く苦戦した。さらに2010年7月にはジャパンエナジーと新日本石油の事業統合でJX日鉱日石エネルギーが発足、JOMOもENEOSに吸収され、オールスターのスポンサーからも撤退した事で開催断念に追い込まれた。Jリーグは休止発表の際にスポンサーの調整がつかなかったことに加え、2010 FIFAワールドカップを含め、サッカー日本代表の強化期間に時間を割いた事で日程が過密になったことをその理由とした。ただし廃止ではなく、2011年以後は形式を含め再検討し再開する方針で時期は未定としていた が、2011年はオールスター戦の類は開催されなかった。
2012年7月21日に、Jリーグ選抜・東北選抜・欧州組・海外スター選手で東日本大震災復興支援のためのJリーグオールスターをするプランが持ち上がったが、結局同日にJリーグ選抜と被災地選抜との復興支援スペシャルマッチを開催する事となり、事実上これがオールスターサッカーの代替大会となって今日に至る。
Kリーグでは2012年7月5日、2002年サッカーワールドカップ韓国代表ベスト4進出10周年記念ということで、2002年ワールドカップ韓国代表メンバーと、2012年のKリーグ選抜チームが対戦するオールスター戦がソウルワールドカップ競技場で開催された。

## 結果
| 開催日       | ホーム側   | 結果  | アウェイ側 | MVP                  | 会場               |
| ------------ | ---------- | ----- | ---------- | -------------------- | ------------------ |
| 2008年8月2日 | J-ALLSTARS | 1 - 3 | K-ALLSTARS | 崔成国（K-ALLSTARS） | 国立（日本・東京） |
| 2009年8月8日 | K-ALLSTARS | 1 - 4 | J-ALLSTARS | 李正秀（J-ALLSTARS） | 仁川（韓国・仁川） |

## 日本におけるテレビ中継
- 地上波
  - テレビ朝日
- 衛星放送
  - BS朝日、テレ朝チャンネル

## 日本におけるラジオ中継
- 全国のコミュニティ放送局で生中継